# Dylan Vente
Dylan Vente (Rotterdam, 9 mei 1999) is een Surinaams voetballer die geboren is in Nederland en bij voorkeur als centrumspits speelt. Hij staat onder contract bij Hibernian FC, dat hem overnam van Roda JC Kerkrade, in het seizoen 2024/25 wordt hij verhuurd aan PEC Zwolle. Vente is een achterneef van Leen Vente.

## Clubcarrière

### Feyenoord
Vente begon zijn loopbaan bij VV Smitshoek in Barendrecht. Op negenjarige leeftijd kwam hij in de jeugdopleiding van Feyenoord terecht. In het seizoen 2016/17 zat hij twee keer bij de selectie van het eerste elftal. Vanaf het seizoen 2017/18 zat Vente definitief het eerste elftal van de club. Hij maakte op 13 september 2017 zijn officiële debuut in de thuiswedstrijd in de UEFA Champions League tegen Manchester City. Vente viel in na 72 minuten in voor Michiel Kramer. In het opvolgende weekend maakte Vente zijn competitiedebuut in de uitwedstrijd tegen PSV. Opnieuw verving hij Kramer. Op 17 december 2017 scoorde hij in de met 0–7 gewonnen uitwedstrijd tegen Sparta Rotterdam zijn eerste doelpunt voor Feyenoord.

#### Verhuur aan RKC Waalwijk
In augustus 2019 werd bekend dat Vente voor het seizoen 2019/20 zou worden verhuurd aan RKC Waalwijk. Daar maakte zijn debuut op 25 augustus 2019, in een met 0–3 verloren thuiswedstrijd tegen ADO Den Haag. Hij verving na 79 minuten Paul Quasten. Vente speelde in totaal achttien wedstrijden voor de Waalwijkers, veelal als invaller. Dit had te maken met een blessure, maar ook vanwege het vroegtijdige einde van het seizoen door de coronapandemie.

#### Terugkeer bij Feyenoord
Na zijn terugkeer bij Feyenoord kreeg Vente voor het seizoen 2020/21 rugnummer 58 toegewezen en speelde hij wedstrijden mee met de beloftenploeg. Vanaf november 2020 zat hij weer regelmatig bij de wedstrijdselectie van het eerste elftal. Op 23 december 2020 viel hij na 78 minuten in voor Luciano Narsingh in de met 3–0 gewonnen thuiswedstrijd tegen sc Heerenveen. Hiermee maakte hij na ruim een jaar zijn officiële rentree in het eerste elftal van Feyenoord.

#### Verhuur aan Roda JC
Eind januari 2021 werd bekend dat Vente voor de rest van het seizoen zou worden verhuurd aan Roda JC.

### Roda JC
Vente keerde na zijn verhuurperiode in eerste instantie terug bij Feyenoord. In augustus 2021 werd echter duidelijk dat Roda JC Vente definitief zou overnemen. Feyenoord was bereid mee te werken aan een vertrek.

### Hibernian
Vente tekende op 31 juli 2023 een driejarig contract bij de Schotse Premiership club Hibernian, voor een transfersom van ongeveer 700.000 pond. Hij scoorde tien dagen later bij zijn debuut voor Hibernian, in een Europa Conference League wedstrijd tegen de Zwitserse club Luzern. Het volgende seizoen werd hij voor een jaar verhuurd aan PEC Zwolle.

## Interlandcarrière
Op 7 maart 2024 werd Vente voor het eerst opgenomen in de voorselectie van het nationale elftal van Suriname. Dit was mogelijk door zijn Surinaamse voorouders. Vente had zelf echter nog geen beslissing genomen over zijn interlandloopbaan. Hierdoor werd zijn plek in de voorselectie weer ingetrokken. 
Vente werd op 16 augustus 2024 in de selectie geplaatst door bondscoach Stanley Menzo. 

## Carrièrestatistieken
| Seizoen                    | Club               | Land            | Competitie           | Competitie | Competitie | Beker | Beker | Internationaal | Internationaal | Overig | Overig | Totaal | Totaal |
| Seizoen                    | Club               | Land            | Competitie           | Wed.       | Dlp.       | Wed.  | Dlp.  | Wed.           | Dlp.           | Wed.   | Dlp.   | Wed.   | Dlp.   |
| -------------------------- | ------------------ | --------------- | -------------------- | ---------- | ---------- | ----- | ----- | -------------- | -------------- | ------ | ------ | ------ | ------ |
| 2017/18                    | Feyenoord          | Nederland       | Eredivisie           | 9          | 3          | 2     | 0     | 1              | 0              | 0      | 0      | 12     | 3      |
| 2018/19                    | Feyenoord          | Nederland       | Eredivisie           | 13         | 1          | 3     | 3     | 2              | 0              | 1      | 0      | 19     | 4      |
| 2019/20                    | Feyenoord          | Nederland       | Eredivisie           | 1          | 0          | 0     | 0     | 0              | 0              | 0      | 0      | 1      | 0      |
| 2019/20                    | → RKC Waalwijk     | Nederland       | Eredivisie           | 18         | 0          | 1     | 0     | –              | –              | –      | –      | 19     | 0      |
| 2020/21                    | Feyenoord          | Nederland       | Eredivisie           | 1          | 0          | 0     | 0     | 0              | 0              | 0      | 0      | 1      | 0      |
| 2020/21                    | → Roda JC Kerkrade | Nederland       | Eerste divisie       | 15         | 4          | 0     | 0     | –              | –              | 2      | 1      | 17     | 5      |
| 2021/22                    | Roda JC Kerkrade   | Nederland       | Eerste divisie       | 38         | 23         | 2     | 1     | –              | –              | 2      | 1      | 42     | 25     |
| 2022/23                    | Roda JC Kerkrade   | Nederland       | Eerste divisie       | 38         | 21         | 1     | 0     | –              | –              | –      | –      | 39     | 21     |
| 2023/24                    | Hibernian FC       | Schotland       | Scottish Premiership | 30         | 5          | 4     | 2     | 3              | 1              | –      | –      | 37     | 8      |
| 2024/25                    | Hibernian FC       | Schotland       | Scottish Premiership | 2          | 0          | 4     | 3     | –              | –              | –      | –      | 6      | 3      |
| 2024/25                    | → PEC Zwolle       | Nederland       | Eredivisie           | 30         | 13         | 1     | 1     | –              | –              | –      | –      | 31     | 14     |
| Carrière totaal            | Carrière totaal    | Carrière totaal | Carrière totaal      | 195        | 70         | 18    | 10    | 6              | 1              | 5      | 2      | 224    | 83     |
| Bijgewerkt op 10 juni 2025 |                    |                 |                      |            |            |       |       |                |                |        |        |        |        |

## Erelijst
Feyenoord
| Nationaal            |    |            |
| KNVB beker           | 1x | 2017/18    |
| Johan Cruijff Schaal | 2x | 2017, 2018 |